# Rankegölen
Rankegölen är en sjö i Gnosjö kommun i Småland och ingår i Lagans huvudavrinningsområde. Sjön är 7,3 meter djup, har en yta på 0,012 kvadratkilometer och befinner sig 280 meter över havet.